# Ропча (Коми)
Ропча (коми Ропча) — посёлок в Княжпогостском районе Республики Коми России. Входит в состав сельского поселения Иоссер.

## География
Посёлок находится в западной части Республики Коми, в пределах Вычегодско-Мезенской равнины, на берегах реки Ропча, на расстоянии примерно 82 км (по прямой) к северо-востоку от города Емва, административного центра района. Абсолютная высота — 136 м над уровнем моря.
Климат
Климат характеризуется как умеренно континентальный, с продолжительной умеренно морозной многоснежной зимой и коротким прохладным летом. Среднегодовая температура воздуха составляет −0,6 °С. Средняя температура воздуха самого тёплого месяца (июля) составляет 15,6 °C; самого холодного (января) — −16,2 °C. Среднегодовое количество атмосферных осадков составляет 608 мм.
Часовой пояс
Ропча, как и вся Республика Коми, находится в часовой зоне МСК (московское время). Смещение применяемого времени относительно UTC составляет +3:00.

## Население
| 2010 |
| ---- |
| 198  |

Гендерный состав
По данным Всероссийской переписи населения 2010 года, в гендерной структуре населения мужчины составляли 52 %, женщины — соответственно 48 %.
Национальный состав
Согласно результатам переписи 2002 года, в национальной структуре населения русские составляли 70 % из 357 чел.